# Strely Robin Guda
Strely Robin Guda (russisk: Стрелы Робин Гуда) er en sovjetisk spillefilm fra 1975 af Sergej Tarasov.

## Medvirkende
- Boris Khmelnitskij som Robin Good
- Regīna Razuma som Maria
- Vija Artmane som Kat
- Eduards Pāvuls som Friar Tuck
- Hariy Shveiyts som John